# Кизилшарик (Єнбекшиказахський район)
Кизилшари́к (каз. Қызылшарық) — село у складі Єнбекшиказахського району Алматинської області Казахстану. Адміністративний центр Асинського сільського округу.
Населення — 4300 осіб (2021; 3758 у 2009, 3464 у 1999, 3881 у 1989).